# Tetiana Kit
Tetiana Kit –en ucraniano, Тетяна Кіт– (1 de septiembre de 1994) es una deportista ucraniana que compite en lucha libre.
Ganó una medalla de bronce en el Campeonato Mundial de Lucha de 2015 y dos medallas de plata en el Campeonato Europeo de Lucha, en los años 2016 y 2019.

## Palmarés internacional
| Campeonato Mundial | Campeonato Mundial         | Campeonato Mundial | Campeonato Mundial |
| Año                | Lugar                      | Medalla            | Categoría          |
| ------------------ | -------------------------- | ------------------ | ------------------ |
| 2015               | Las Vegas (Estados Unidos) | Medalla de bronce  | 55 kg              |
| Campeonato Europeo |                            |                    |                    |
| Año                | Lugar                      | Medalla            | Categoría          |
| 2016               | Riga (Letonia)             | Medalla de plata   | 55 kg              |
| 2019               | Bucarest (Rumania)         | Medalla de plata   | 57 kg              |